# Вали-ди-Бору
Вали-ди-Бору (порт. Vale de Bouro)  —  район (фрегезия) в Португалии,  входит в округ Брага. Является составной частью муниципалитета  Селорику-ди-Башту. По старому административному делению входил в провинцию Минью. Входит в экономико-статистический  субрегион Аве, который входит в Северный регион. Население составляет 812 человек на 2001 год. Занимает площадь 7,08 км².